# Глибочок (Чортківський район)
Глибочо́к — село в Україні, у Борщівській міській громаді Чортківського району Тернопільської області.  Розташоване на північному заході району.
Поштове відділення — Глибочецьке. Було центром сільради. До Глибочка приєднано хутір Пеньки.
Розташоване на березі річки Драпака — притоки Нічлави. Населення — 1300 осіб (2024).

## Географія
Село розташоване на відстані 377 км від Києва, 84 км — від обласного центру міста Тернополя та 8 км від міста Борщів.

### Клімат
Для села характерний помірно континентальний клімат. Глибочок розташований у «теплому Поділлі» — найтеплішому регіоні Тернопільської області.
| Клімат Глибочка                                      | Клімат Глибочка | Клімат Глибочка | Клімат Глибочка | Клімат Глибочка | Клімат Глибочка | Клімат Глибочка | Клімат Глибочка | Клімат Глибочка | Клімат Глибочка | Клімат Глибочка | Клімат Глибочка | Клімат Глибочка | Клімат Глибочка |
| Показник                                             | Січ.            | Лют.            | Бер.            | Квіт.           | Трав.           | Черв.           | Лип.            | Серп.           | Вер.            | Жовт.           | Лист.           | Груд.           |                 |
| Середній максимум, °C                                | −1              | 0,5             | 5,6             | 14,1            | 19,9            | 22,9            | 24,1            | 23,5            | 19,5            | 13,3            | 6,1             | 1,2             |                 |
| Середня температура, °C                              | −4,4            | −2,9            | 1,6             | 8,8             | 14,3            | 17,5            | 18,9            | 18,1            | 14,2            | 8,6             | 3,0             | −1,7            |                 |
| Середній мінімум, °C                                 | −7,8            | −6,3            | −2,4            | 3,6             | 8,8             | 12,2            | 13,7            | 12,8            | 9,0             | 4,0             | −0,1            | −4,5            |                 |
| Норма опадів, мм                                     | 33              | 31              | 32              | 53              | 75              | 99              | 99              | 65              | 54              | 35              | 35              | 38              |                 |
| ---------------------------------------------------- | --------------- | --------------- | --------------- | --------------- | --------------- | --------------- | --------------- | --------------- | --------------- | --------------- | --------------- | --------------- | --------------- |
| Джерело: http://en.climate-data.org/location/264507/ |                 |                 |                 |                 |                 |                 |                 |                 |                 |                 |                 |                 |                 |

## Історія

### Археологічні знахідки
Поблизу Глибочка виявлено археологічні пам'ятки пізнього палеоліту, поселення трипільської (IV—III тис. до н. е.) та черняхівської культур, давньоруського часу (12 століття), поховання доби міді.
1955 р. розвідкою львівського історичного музею зібрано відомості про випадково відкрите на полі «Попові долини» тілопальне поховання скіфського часу. За свідченням вчителя місцевої школи, який брав участь у цьому відкритті, воно знаходилось у східній частині згаданого урочища біля випадково відкритого тут поховання липицької культури.
Поселення трипільської культури належить до етапу С і розміщене в західній частині поля «Попові долини», на південно-західному схилі невисокого підвищення на березі струмка. На поверхні поля зібрано уламки посуду та глиняної обмазки жител. У кількох місцях виявлено скупчення глиняної обмазки, що походить з розораних жител. Розвідка І. К. Свешнікова у 1956 р. Матеріали і документація зберігаються у Львівському історичному музеї.

### Королівський період
Перша писемна згадка — 1469 року. У люстрації вказано, що  маєтність Глибочок у володіння пана Підпилипського надана руською грамотою князя Федора Коріятовича.
1494 року частково спалене внаслідок нападу татар.
Діяли українські товариства «Просвіта», «Сільський господар», «Луг», кооператива.
До 19 липня 2020 р. належало до Борщівського району.
З 20 листопада 2020 р. належить до Борщівської міської громади.

## Населення
Згідно з переписом УРСР 1989 року чисельність наявного населення села становила 1752 особи, з яких 813 чоловіків та 939 жінок.
За переписом населення України 2001 року в селі мешкало 1599 осіб.

### Мова
Розподіл населення за рідною мовою за даними перепису 2001 року:
| Мова       | Відсоток |
| ---------- | -------- |
| українська | 99,51 %  |
| російська  | 0,37 %   |
| польська   | 0,06 %   |

## Релігія
- церква Святого Духа на хуторі Пеньки (1994; ПЦУ; мурована),
- церква Різдва Пресвятої Богородиці (УГКЦ; мурована),
- костел святого Миколая i Різдва Пресвятої Діви Марії (1890),
- «фігура» Божої Матері (2004).

## Пам'ятники
Споруджено пам'ятник воїнам-односельцям, полеглим у німецько-радянській війні (1969).
Встановлено пам'ятні знаки:
- на честь скасування панщини
- проголошення незалежності України (1992).

Насипано символічні могили УСС (1993) і Борцям за волю України (1996).

## Соціальна сфера
Діють загальноосвітня школа І-ІІІ ступеня, Будинок культури, бібліотека, ФАП, агрофірма, ВАТ «Надзбручанське».

## Відомі люди

### Народилися
- громадський діяч у Канаді Й. Лозинський,
- оперна й камерна співачка С. Федчук.
- Антін Косар — український літератор, культурно-просвітницький і громадський діяч.
- Федишин Олег — американський політолог українського походження.
- Парнета Михайло Павлович - хірург, заслужений лікар України, почесний громадянин Кременчука.
- Цимбалістий Валентин Сергійович

### Проживали, перебували
- Іван Франко
- релігійний та громадський діяч о. Антоній Казновський — парох села[9]

## Галерея

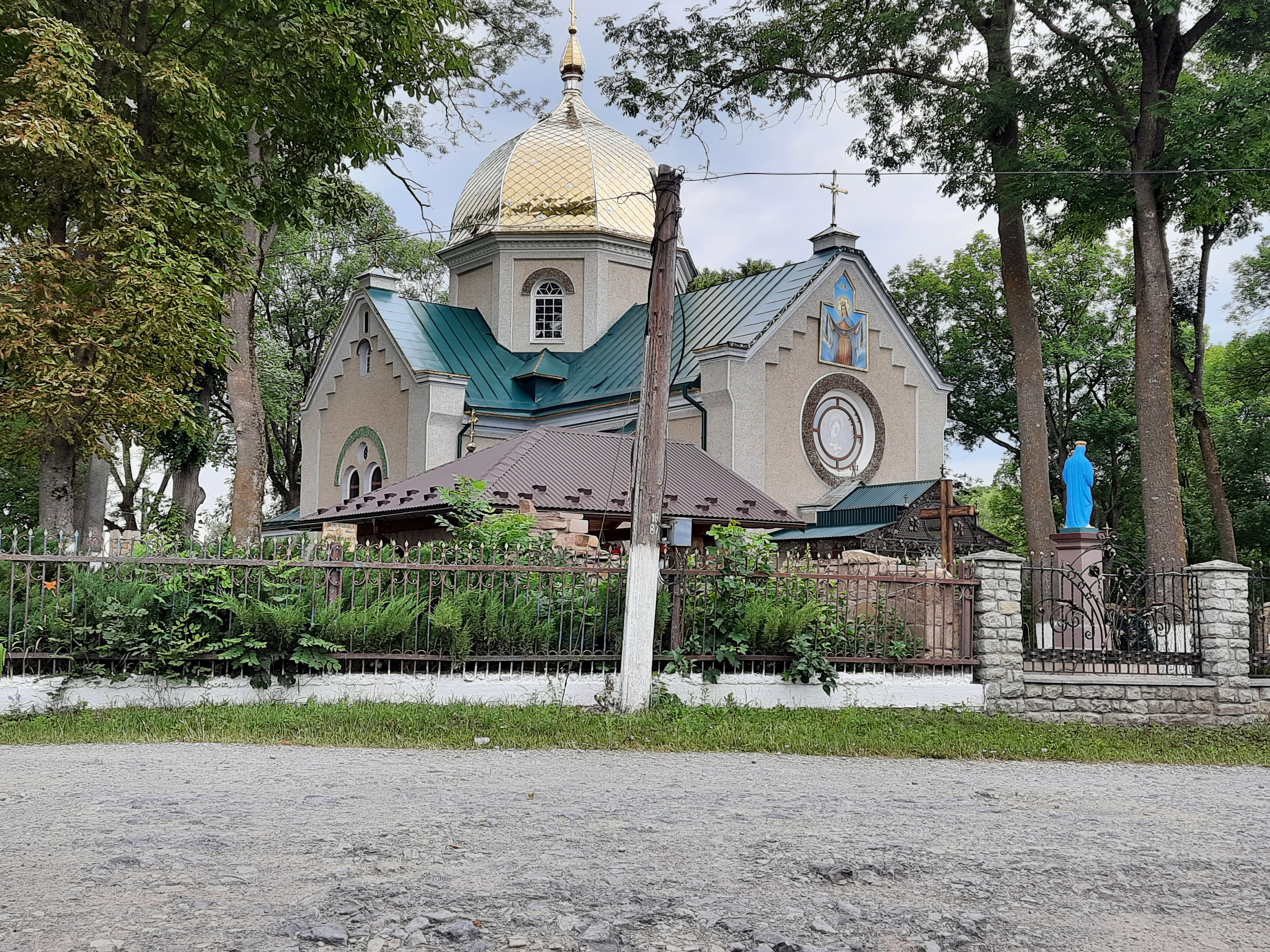
Церква Різдва Пресвятої Богородиці 1896 (ПЦУ)
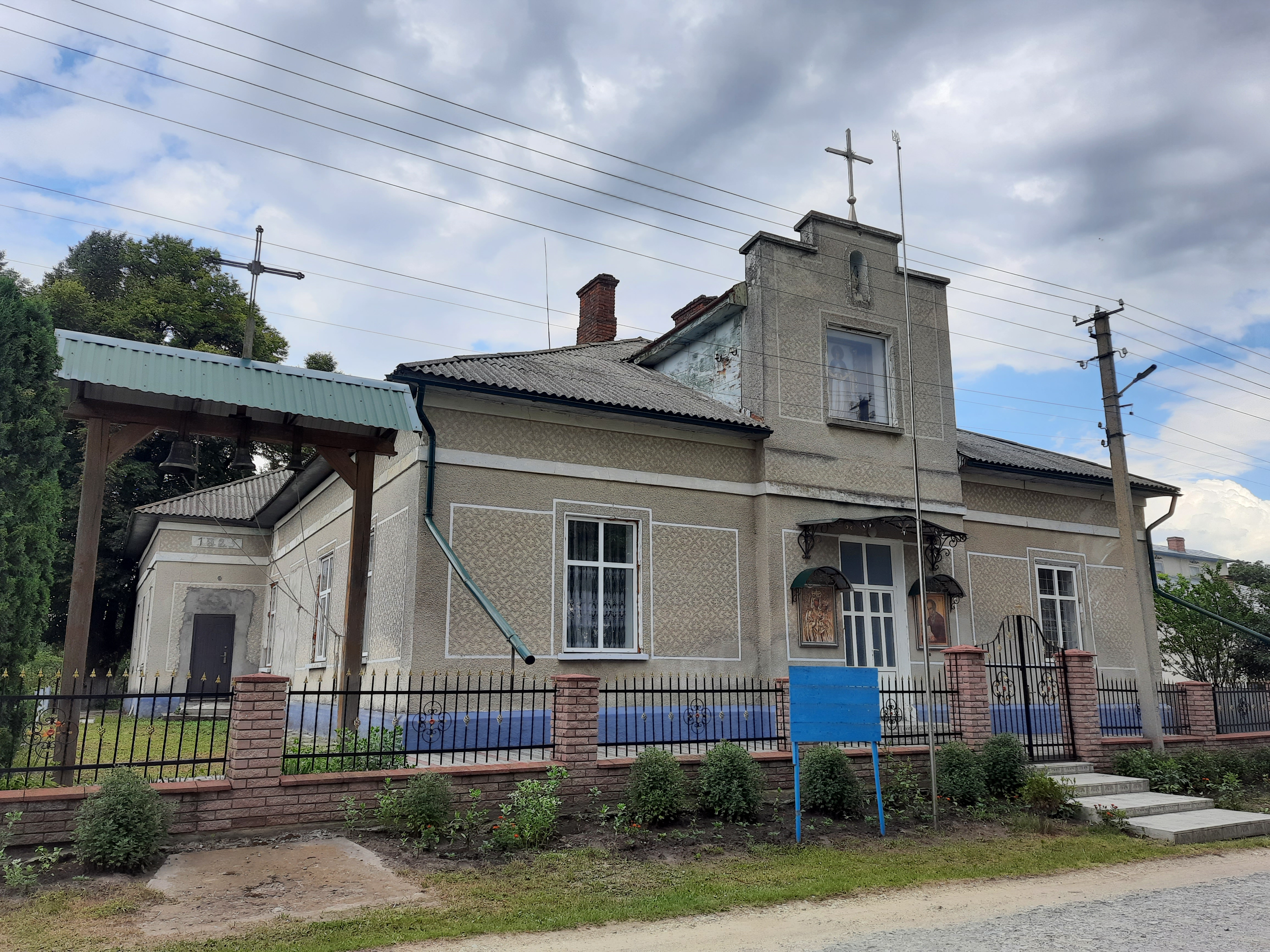
Церква Різдва Пресвятої Богородиці (УГКЦ)
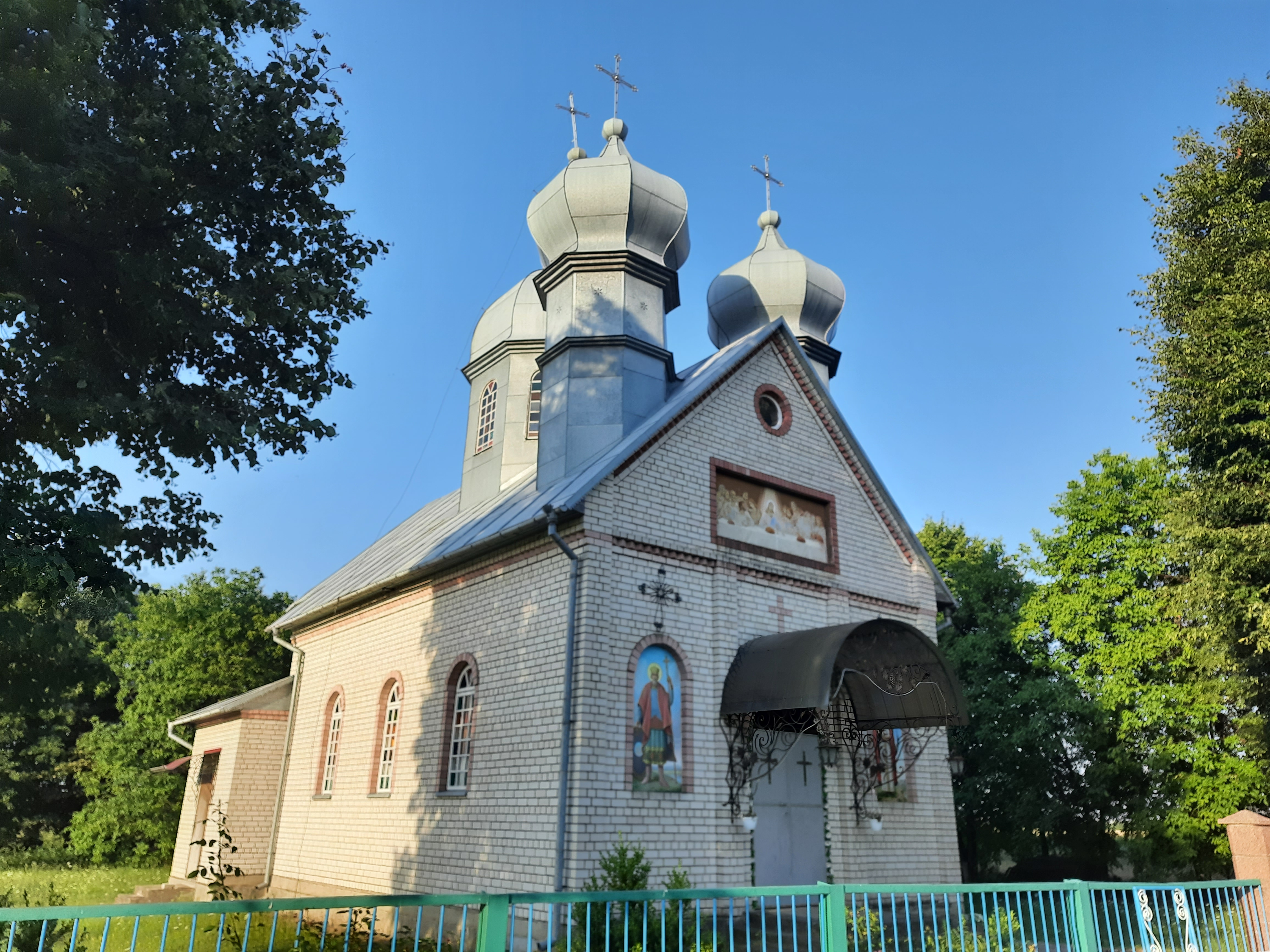
Церква Святих Петра і Павла (1994) хутір Пеньки
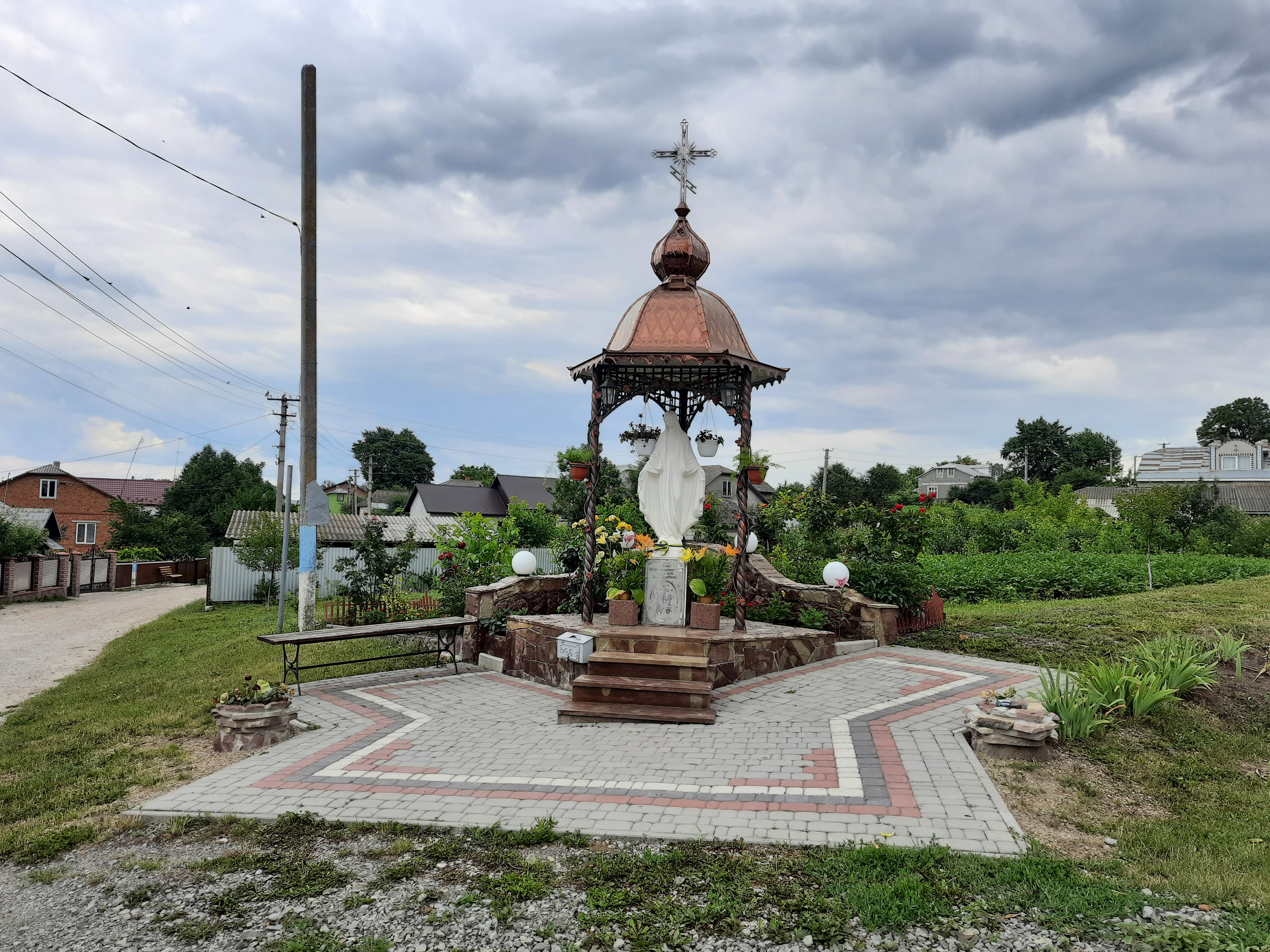
Статуя Божої Матері
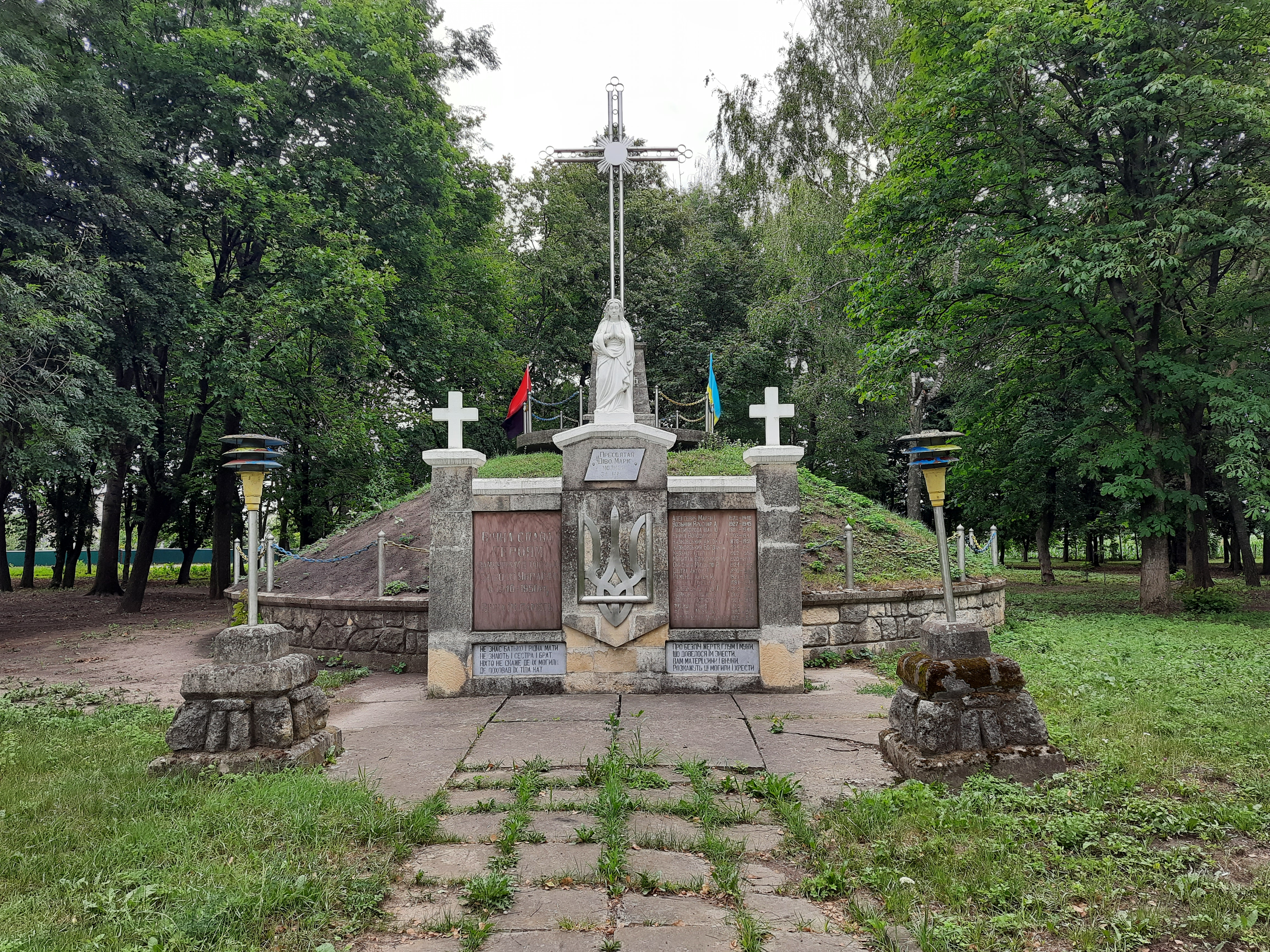
Символічна могила борцям за волю України
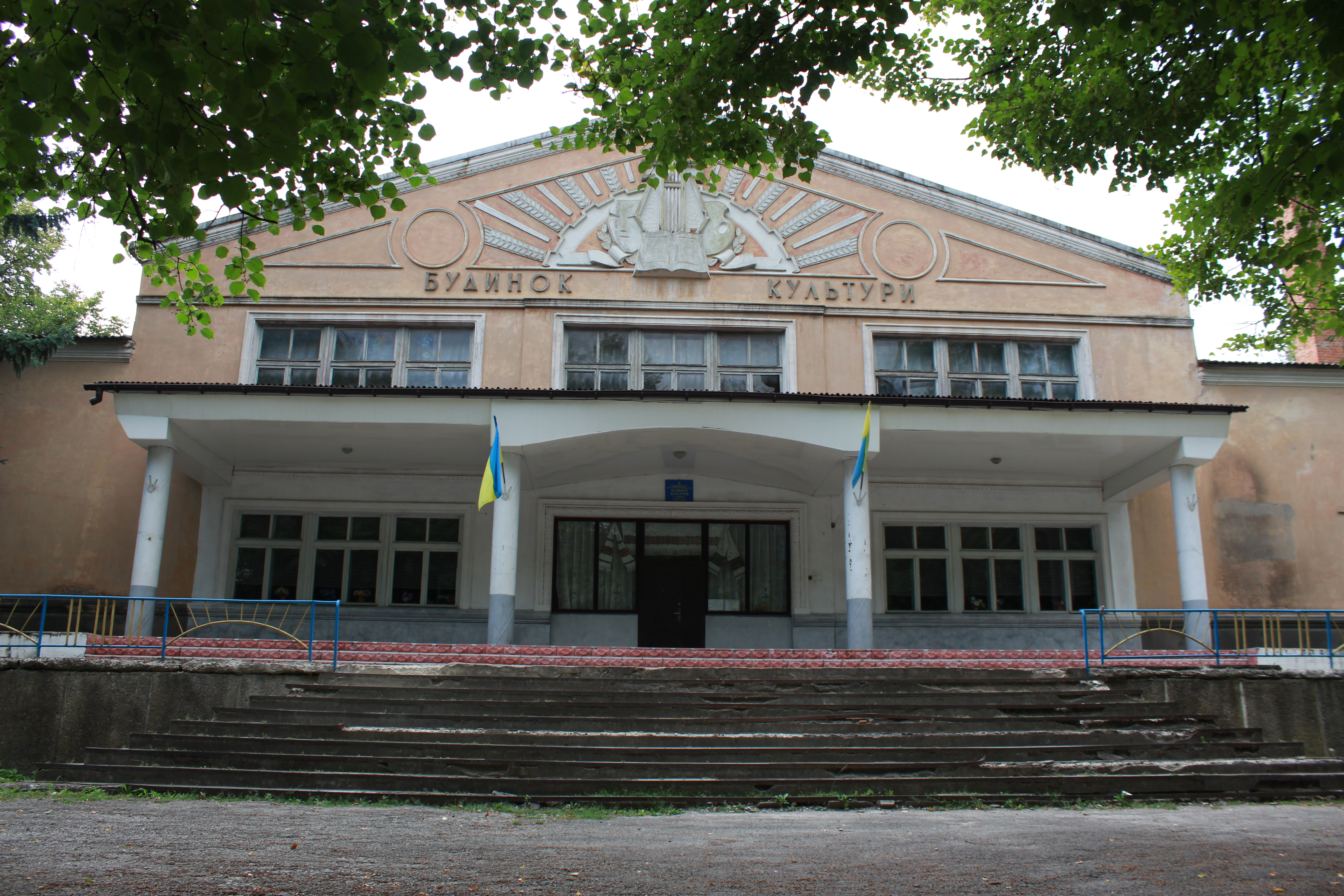
Будинок культури